# Альшпис

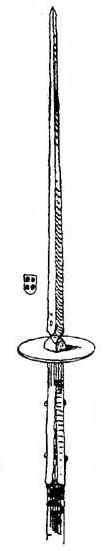
Наконечник альшписа, Германия ок.1470 года. Рисунок из Энциклопедии оружия Вендалена Бехайма

Альшпис (нем. Ahlspiess) — западноевропейское холодное оружие, короткое копьё с дискообразным ограничителем. Использовалось в основном в Германии и Австрии на протяжении XV—XVI вв. Длина древка варьировалась в пределах от 1,6 до 1,8 м.
Альшпис изображён на многочисленных предметах искусства, в том числе миниатюрах из рукописных книг XV в., например, из Великолепного часослова герцога Беррийского или «Староанглийских хроник» Жана де Ваврина. Также сохранилась гравюра из старопечатной «Нюрнбергской Хроники» 1493 года, изображающая тонущую в Красном море армию фараона, вооружённую алебардами, моргенштернами, двузубцами и альшписами. Изображения альшписов встречаются также в турнирной книге императора Священной Римской империи Максимилиана I «Фрейдаль» (1512—1515) и книге об императоре Максимилиане «Der Weisskunig» (нач. XVI в.) под названием Битва против Голубого воинства (The Battle Against the Blue Company).
Альшпис использовался также и в других странах, например, Англии, где носил название «копья-шила» (англ. awl pike), а в Германии, наравне с алебардой, являлся популярным оружием в пеших боях на рыцарских турнирах.

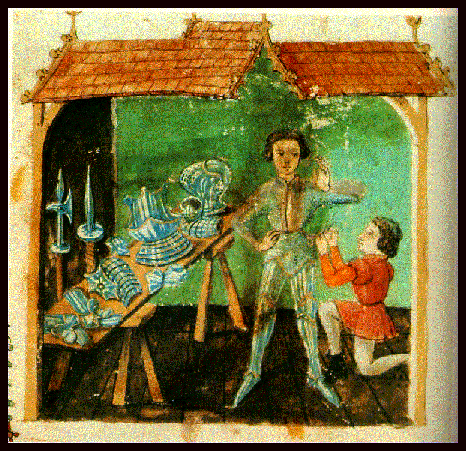
Рыцарь облачается в доспехи. Слева видны полэкс и альшпис. XV в.
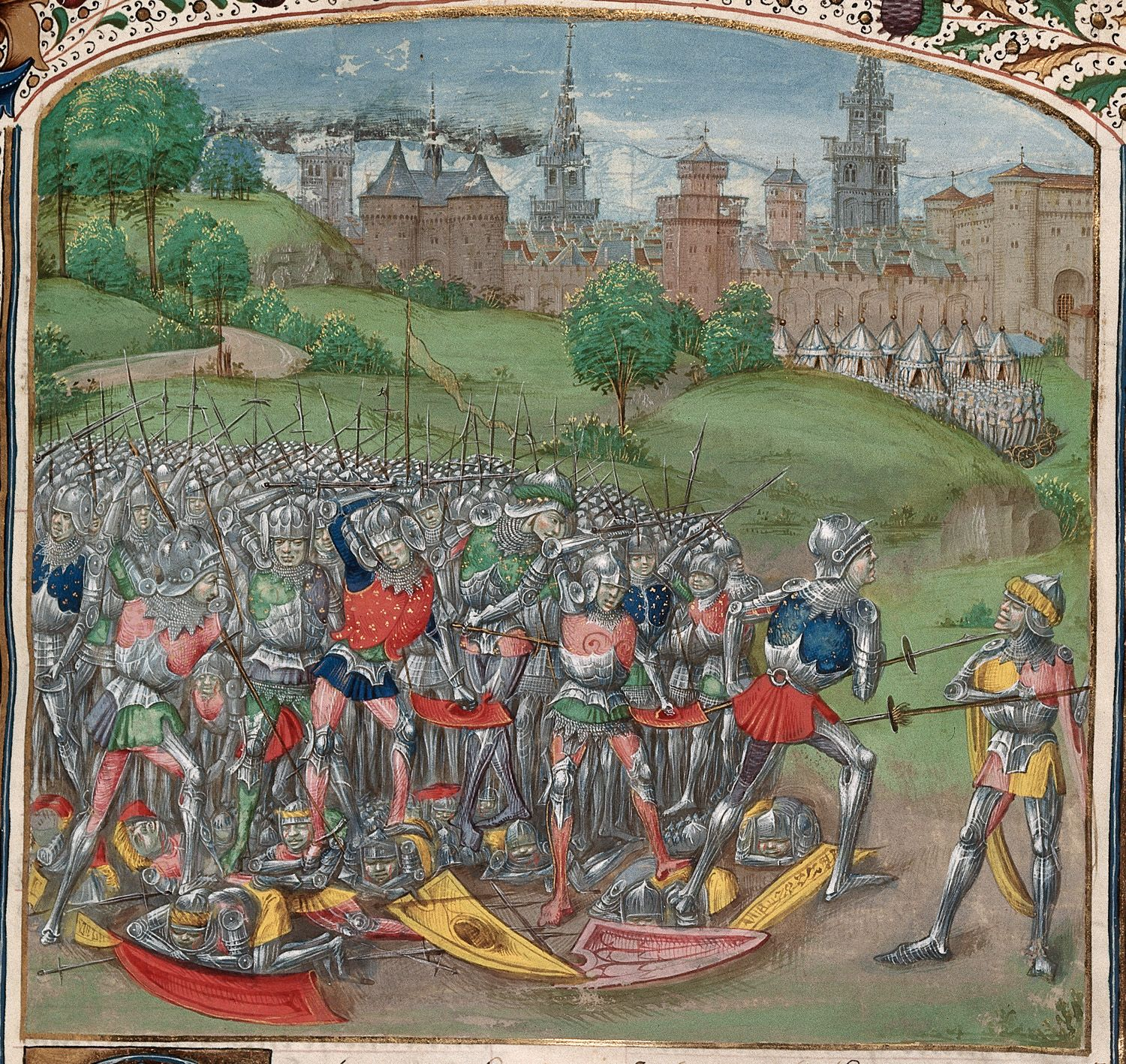
Убийство Хенгиста. Миниатюра из «Староанглийских хроник»[фр.] Жана де Ваврина. 1475 г.
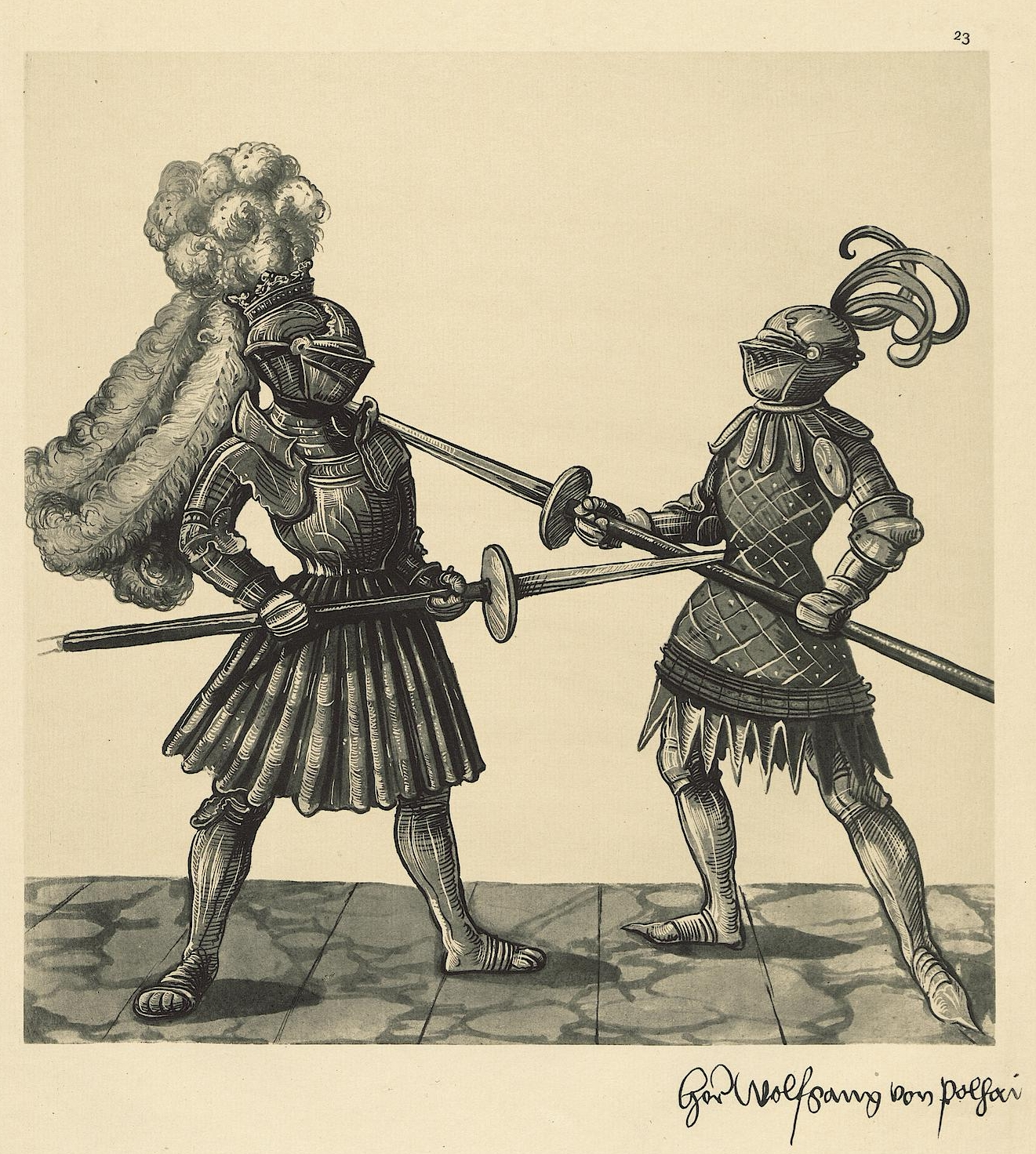
Поединок на альшписах. Гравюра из турнирной книги императора Максимилиана I «Фрейдаль». 1512-1515 гг.
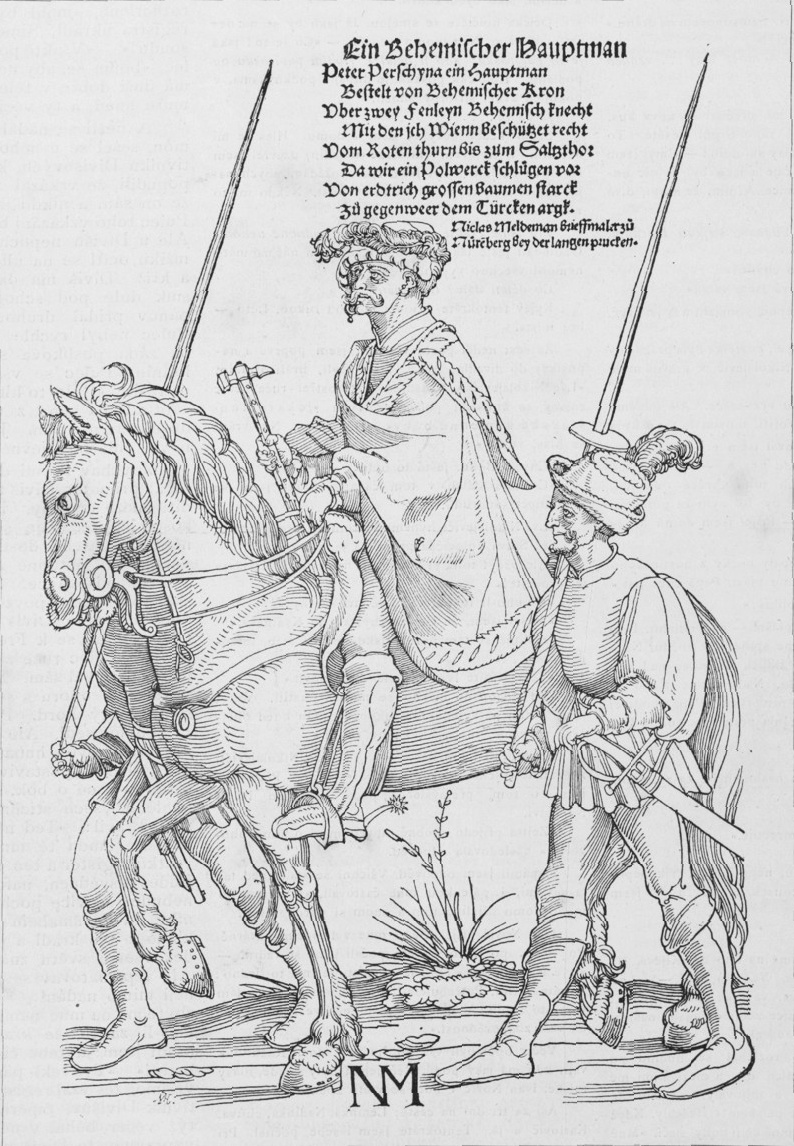
Капитан в сопровождении двух телохранителей с альшписами. Обращает внимание необычно большая длина наконечников, превышающая длину древка. Гравюра 1529 г.